# Розумна селянська донька
«Розумна селянська донька» (нім. Die kluge Bauerntochter) — казка братів Грімм, опублікована у збірці «Дитячі та сімейні казки» (1815, том 2, казка 94).
Казка є прикладом популярного в європейському фольклорі мотиву про мудру селянку, яка завдяки своїй кмітливості та винахідливості долає соціальні бар'єри й здобуває визнання.
Казка належить до типу ATU 875 (Селянська донька стає королевою), що має паралелі в багатьох культурах. Схожі сюжети зустрічаються в:
- Англійському фольклорі («The Peasant's Clever Daughter»);
- Слов'янських традиціях (українська казка «Мудра дівчина»);
- Індійських оповідях (оповідки про кмітливих дівчат у «Панчатантрі»).

Історія про селянську доньку, яка завдяки своєму розуму стає дружиною правителя або отримує винагороду, популярна в усій Європі та має відгомін у середньовічній літературі.

## Сюжет
1. Початок історії: Жив собі бідний селянин, який мав лише маленьку хатинку та розумну доньку. Одного разу донька запропонувала батькові попросити у короля трохи землі, щоб вони могли вирощувати хліб і городину. Король, знаючи про їхню бідність, подарував їм клаптик зарослого поля. Коли вони почали обробляти землю, знайшли золоту ступку. Батько захотів віднести її королю, але донька попередила, що король зажадає ще й товкача, якого у них немає. Батько не послухав її та відніс ступку до палацу.
2. Перше випробування: Король, отримавши ступку, зажадав і товкача. Селянин заперечував, що не знаходив його, але король не повірив і кинув його до в'язниці. У в'язниці селянин постійно жалівся: «Ох-ох, чом я не послухався своєї доньки!» Це почув король і наказав привести доньку до палацу. Він вирішив перевірити її розум, загадавши загадку: вона мала прийти до нього «не одягнена й не гола, не верхи й не пішки, не дорогою й не поза нею». Дівчина впоралася з завданням: вона закуталася в рибальську сітку (не одягнена й не гола), їхала на ослі, тримаючи одну ногу на землі (не верхи й не пішки), і йшла по межі поля (не дорогою й не поза нею). Король, вражений її кмітливістю, одружився з нею.
3. Друге випробування: Через кілька років король став свідком суперечки між двома селянами через лошатко, яке народилося між волами та кіньми. Король вирішив, що лоша належить тому, хто має волів. Селянин, який втратив лоша, звернувся до королеви по допомогу. Вона навчила його, як діяти: він мав стати на дорозі й «ловити рибу» на сухому місці. Коли король запитав, що він робить, селянин відповів: «Тут така сама риба, як і від двох волів лоша». Король зрозумів, що це королева підказала селянину, і розгнівався на неї за нещирість.
4. Фінал: Король наказав королеві повернутися до свого села, але дозволив взяти з собою «найдорожче й наймиліше». Вона напоїла короля снодійним, а коли той заснув, забрала його з собою до своєї хати. Прокинувшись, король зрозумів, що саме він — її «найдорожче й наймиліше». Він повернув королеву до палацу, і вони знову влаштували весілля, живучи щасливо до кінця своїх днів.
Мораль казки: Казка підкреслює силу розуму, кмітливість та вірність. Дівчина, незважаючи на своє скромне походження, не лише врятувала батька, але й здобула повагу короля, довівши, що мудрість і чесність можуть подолати будь-які перешкоди.

## Адаптації
Казка «Розумна селянська донька» братів Грімм мала значний вплив на європейську культуру та отримала численні адаптації в літературі, театрі, кінематографі та інших видах мистецтва.

### Театральні постановки
У Німеччині казку адаптували для театральних вистав. Наприклад:
- У 1950-х роках поставили дитячу виставу за мотивами казки у Берлінському народному театрі (Volksbühne Berlin).

- 2004 року в Штутгартському театрі казок (Märchentheater Stuttgart) створили адаптацію, в якій підкреслювали феміністичний контекст.[4]

У 1970-х роках у Ленінградському театрі юного глядача поставили виставу «Мудра дівчина», яка спиралася на мотиви братів Грімм і українських народних варіантів.

### Кіно
Казку неодноразово екранізували в Німеччині. Найвідоміші з них:
- «Die kluge Bauerntochter» (1937) — перший чорно-білий фільм, який досить близько відтворює сюжет оригінальної казки.
- «Die kluge Bauerntochter» (1953) — кольоровий фільм, у якому акцентували на соціальних відносинах між селянством і аристократією.
- «Die kluge Bauerntochter» (2010, ZDF) — телевізійний фільм, що став частиною серії екранізацій німецьких казок.[5]

1977 року на кіностудії «Ленфільм» створено художній фільм «Мудра дівчина», що поєднав мотиви німецької казки та слов'янських варіантів.
Казка також надихнула на створення анімаційних фільмів:
- 1956 — «Розумна селянська донька» (DEFA, Німеччина)– короткометражний мультфільм, створений у стилі класичної європейської анімації.

- 1980 — радянська анімація «Мудра дівчина»  — адаптація з використанням українських народних елементів.[6]